# Козуб Ярослав Віталійович
Козуб Ярослав Віталійович — молодший лейтенант Збройних сил України, учасник російсько-української війни. Повний кавалер ордена «За мужність».

## Нагороди
- орден «За мужність» I ступеня (2022) — За особисту мужність і самовіддані дії, виявлені у захисті державного суверенітету та територіальної цілісності України, вірність військовій присязі.
- орден «За мужність» II ступеня (2020) — За особисту мужність, виявлену під час бойових дій, зразкове виконання військового обов’язку та з нагоди Дня Сил спеціальних операцій Збройних Сил України.
- орден «За мужність» III ступеня (2017) — За особисту мужність, виявлену у захисті державного суверенітету та територіальної цілісності України, самовіддане виконання військового обов'язку.
- звання Герой України з удостоєнням ордена «Золота Зірка» (6 лютого 2025) — за особисту мужність і героїзм, виявлені у захисті державного суверенітету та територіальної цілісності України, самовіддане служіння Українському народові [1];